# Oligodon barroni
Oligodon barroni este o specie de șerpi din genul Oligodon, familia Colubridae, descrisă de Smith 1916. A fost clasificată de IUCN ca specie cu risc scăzut. Conform Catalogue of Life specia Oligodon barroni nu are subspecii cunoscute.